# Lucjan Olszewski
Lucjan Józef Olszewski (ur. 2 czerwca 1935 w Zamościu, zm. 5 kwietnia 2020 w Warszawie) – polski dziennikarz, działacz sportowy i historyk boksu.

## Życiorys
Był synem Bronisława i Władysławy, z d. Kowalskiej. W 1953 ukończył I Liceum Ogólnokształcące im. Hetmana Jana Zamoyskiego w Zamościu. W 1958 ukończył studia na Wydziale Dziennikarskim Uniwersytetu Warszawskiego.
W czasie studiów był korespondentem lubelskiego pisma Sztandar Ludu. Po studiach został pracownikiem Zarządu Głównego Towarzystwa Krzewienia Kultury Fizycznej, gdzie kierował Działem Propagandy i Wydawnictw. Pracę zawodową łączył z działalnością w Polskim Związku Bokserskim, gdzie był m.in. przewodniczącym Wydziału Młodzieżowego i kapitanem związkowym.
Od lipca 1968 do marca 1972 był sekretarzem redakcji pisma Rekreacja Fizyczna, od listopada 1969 sekretarzem redakcji pisma Boks. 1 lipca 1975 został redaktorem naczelnym Boksu, funkcję tę pełnił do 1989. W latach 1980–1983 był wiceprezesem Polskiego Związku Bokserskiego. Od 1990 do 2004 był redaktorem naczelnym pisma Bokser.
Komentował w Telewizji Polskiej i Eurosporcie turnieje bokserskie podczas igrzysk olimpijskich (1980, 1992) i mistrzostw świata (1978, 1982, 1987, 1989, 1995, 1997).
Był autorem książek Boks polski w 20-leciu PRL (1964), O złote pasy (1975), Bokserzy walczą o tytuły (1979), Boks z Syrenką w herbie (1985).
Został odznaczony Krzyżem Kawalerskim Orderu Odrodzenia Polski, oraz Złotym i Brązowym Krzyżem Zasługi (1972).